# Ганновер-стрит (фильм)
«Ганновер-стрит» (англ. Hanover Street) — англо-американский романтический военный кинофильм 1979 года. Режиссёром-постановщиком выступил Питер Хайамс.
Главные роли исполнили: Харрисон Форд, Лесли-Энн Даун и Кристофер Пламмер.

## Сюжет
Во время второй мировой войны Дэвид Галлоран, пилот 8-го полка базирующихся в Великобритании американских ВВС, встречает на лондонской Ганновер-стрит во время воздушного налёта молодую британскую медсестру Маргарет Селинджер. Они влюбляются друг в друга.
Вскоре Галлоран получает задание доставить за линию фронта британского разведчика Пола с секретной и опасной миссией добыть в захваченном немцами Лионе информацию о двойных агентах в британской разведке. Над Францией самолёт сбивают, при аварийной посадке все кроме Дэвида и Пола погибают. Они вместе пытаются выполнить задание. Вскоре Дэвид обнаруживает, что находящийся рядом с ним англичанин — муж Маргарет.

## В ролях
- Харрисон Форд — капитан Дэвид Галлоран
- Лесли-Энн Даун — Маргарет Селлинджер
- Кристофер Пламмер — Пол Селлинджер
- Алек Маккоуен[англ.] — майор Трамбо Марти Линч
- Ричард Мазур — лейтенант Джэрри Чимино
- Майкл Сакс — лейтенант Мартин Хайер
- Пэтси Кенсит — Сара Селлинджер
- Макс Уолл — Гарри Пайк
- Шейн Риммер — Рональд Барт
- Джон Ратценбергер — сержант Джон Лукас
- Джей Бенедикт — капрал Даниэль Гилер/радист/пулеметчик Халлоран
- Эрик Стайн — Фаррелл
- Шерри Хьюсон — Филлис
- Джефф Хоук — Патман (камео)

## Номинации
- 1980 Young Artist Awards
  - Лучшая юная актриса (Пэтси Кенсит)